# Mildura
Mildura är en ort i Australien. Den ligger i kommunen Mildura och delstaten Victoria, omkring 480 kilometer nordväst om delstatshuvudstaden Melbourne. Mildura ligger 56 meter över havet och antalet invånare var 32 738 vid folkräkningen 2016.
Mildura är det största samhället i trakten.
Omgivningarna runt Mildura är i huvudsak ett öppet busklandskap. Trakten runt Mildura är nära nog obefolkad, med mindre än två invånare per kvadratkilometer. Genomsnittlig årsnederbörd är 322 millimeter. Den regnigaste månaden är februari, med i genomsnitt 66 mm nederbörd, och den torraste är oktober, med 9 mm nederbörd.